# 神薬工業
神薬工業株式会社（しんやくこうぎょう）は、群馬県館林市に本社と工場、東京都渋谷区松濤に支店を置く生薬製剤メーカーである。1965年（昭和40年）創業。

## 沿革
- 1965年11月 - 群馬県館林市に設立[1]
- 1966年8月 - 生薬製剤『寿王』の製造承認許可が下りる[1]
- 1966年12月 - 配置販売業を開始[1]
- 1976年3月 - 東京支店を設置[1]
- 2010年1月 - インターネットショッピングを開始[1]

## 所在地
- 本社・工場： 〒374-0013 群馬県館林市赤生田町2280
- 東京支店： 〒150-0046 東京都渋谷区松濤2-15-5-106

## 商品

### OTC医薬品
- 寿王（第2類医薬品）

健康食品
- ムカロンNT（国産発酵黒ニンニク、ハチミツ・朝鮮人参・ハトムギ・甘草を配合）
- イチョウの精（イチョウ葉エキス配合）

化粧水
- ゆず化粧水（日本酒配合）
- レモン化粧水（日本酒配合）